# Bruno von Isenberg
Bruno von Isenberg († 20. Dezember 1258) war von 1250 bis 1258 Bischof von Osnabrück.

## Familie
Er stammte aus dem Geschlecht der Grafen von Isenberg, eines Zweiges des Geschlechts Berg. Der Vater war Arnold von Altena, seine Mutter Mechthild von Holland, Tochter von Florenz von Holland. Sein Onkel war Erzbischof Engelbert von Köln. Seine Brüder waren Engelbert (Bischof von Osnabrück), Friedrich, Gottfried (Domherr zu Münster) und Dietrich (Bischof von Münster).

## Leben
Wie einige seiner Brüder war er für den geistlichen Stand vorgesehen. Engelbert I. von Köln hat versucht ihm die Dompropstei in Utrecht zu verschaffen. Die Ermordung des Erzbischofs durch Friedrich von Isenberg führten dazu, dass die gesamte Familie jede Unterstützung verlor.
Nachdem sein Bruder Engelbert aber erneut Bischof von Osnabrück geworden war, erhielt Bruno die Propstei St. Johann und später auch die Dompropstei in Osnabrück. Zusammen mit seinem Bruder Engelbert hat er zum Frieden zwischen den Grafen von der Mark und seiner Familie beigetragen. Er unterstützte seinen Bruder auch bei dessen Konfrontation mit dem Erzbistum Köln, aber auch bei der späteren Versöhnung. Dies führte allerdings zur Feindschaft der Herren von Lippe mit dem Bistum Osnabrück.
Nach dem Tod seines Bruders Engelbert von Isenburg, hat ihn das Osnabrücker Domkapitel zu dessen Nachfolger gewählt. In den ersten Jahren konnte sich Bruno fast ganz der Förderung von Klöstern und Stiften widmen. Diese erhielten zu dieser Zeit erhebliche Schenkungen von Seiten des Adels. Bruno legte 1256 den Grundstein für die neue Kirche von St. Johann. Er hat insbesondere auch Vogteien aus der Hand von adeligen Familien für das Bistum erworben. Innerhalb der Stadt Osnabrück ordnete er die Pfarreien. Gegen die Schulden des Hochstifts versuchte er durch den Bau einer neuen Mühle anzugehen. Bruno versuchte das Hochstift nach Süden gegenüber der Grafschaft Ravensberg und dem Hochstift Münster zu sichern. Er erwarb das Burgericht zu Iburg. Er verlieh Iburg die Stadtrechte und befestigte den Ort.
Im Konflikt zwischen Simon von Paderborn und dem Kölner Erzbischof Konrad von Hochstaden stand er auf der Seite der Kölner. Bruno trat aber auch als Vermittler auf. Er bürgte zusammen mit dem Abt von Corvey schließlich für Simon von Paderborn und versprach dem Erzbischof zu unterstützen sollte der Paderborner Bischof den Frieden brechen.
Bruno von Isenberg wurde 1256 während einer Fehde von Hermann von Holte gefangen genommen. Erst 1257 kam es zu seiner Freilassung. Im Mai des Jahres nahm er an der Krönung von König Richard teil.